# 阿帕图
阿帕图（法語：Apatou，法語發音：[apatu]）是法国海外省法属圭亚那的一个市镇，属于马罗尼河畔圣洛朗区。

## 地理
阿帕图（5°9'24"N, 54°20'35"W）面积18,360平方千米，位于法国海外省法属圭亚那。
与阿帕图接壤的市镇（或旧市镇、城区）包括：马罗尼河畔圣洛朗、格朗桑蒂。
阿帕图的时区为UTC−03:00。

## 行政
阿帕图的邮政编码为97317，INSEE市镇编码为97360。

## 政治
阿帕图的现任市长为莫伊兹·埃德温（Moïse Edwin）先生，任期为2020-2026年。

## 人口

1962-2008年间阿帕图人口变化图示

阿帕图于2022年1月1日时的人口数量为10059人。